# Alexander De Croo
Alexander De Croo (Vilvoorde, 3 de noviembre de 1975) es un político, economista y empresario belga flamenco de tendencia liberal. Fue el primer ministro belga desde 2020 hasta 2025. De 2009 a 2012, fue líder de su partido, Open Liberales y Demócratas Flamencos (Open VLD).

## Biografía
Alexander de Croo es hijo del exministro y presidente de la Cámara de Representantes belga Herman de Croo. En 1998, se graduó en ingeniería de negocios en la Vrije Universiteit Brussel. Luego, realizó estudios en la Universidad Northwestern de Chicago en 2002 para obtener una Maestría en Administración de Negocios (MBA) en la Kellogg School of Management de esa universidad.
Antes de entrar en política , Alexander de Croo fue gestor de proyecto para la empresa Boston Consulting Group en 1999. En 2006 fundó su propia empresa,  llamada “Darts-ipm” especializada en la asesoría en propiedad intelectual.
En 2009, participó por primera vez en política durante la elecciones al Parlamento europeo. Recibió 47.779 votos en lista abierta aunque ocupara el 10.º lugar de la lista presentada por su partido. En las elecciones de 2010 al Senado de Bélgica, obtuvo 301.917 votos en lista abierta, siendo el 3.er más votado de Circunscripción neerlandófona.
El 30 de septiembre de 2020, se anunció que De Croo ocuparía el puesto de primer ministro del gobierno belga, sucendiendo a la primera ministra Sophie Wilmès.

## Presidente de Open VLD
El 26 de octubre de 2009, presentó su canditatura a la presidencia de su partido político, Open VLD, con vistas a suceder al presidente de transición, Guy Verhofstadt. Escogió a Vincent Van Quickenborne y Patricia Ceysens como compañeros de planilla para competir contra Marino Keulen y Gwendolyn Rutten. El 12 de diciembre de 2009, fue elegido presidente en la segunda vuelta al haber obtenido 11.676 votos. Marino Keulen obtuvo 9614 votos. Su elección es un hecho notable ya que previamente no tenía la mínima experiencia en mandato electo alguno.

## Cartera ministerial

### Vice primer ministro y ministro de Pensiones
Alexander de Croo sucedió a Vincent van Quickenborne en el Gobierno Di Rupo como vice primer ministro y ministro de Pensiones el 22 de octubre de 2012. Van Quickenborne dimitió para ser alcalde de Cortrique. Guy Verhofstadt fue nombrado presidente transitorio del partido antes de que Gwendolyn Rutten fuera elegida como nueva presidenta del Open VLD.

### Vice primer ministro y ministro de Cooperación para el Desarrollo, Agenda Digital, Telecomunicación y Servicios Postales
En el Gobierno Michel, constituido el 11 de octubre de 2014, De Croo ostentó el cargo de vice primer ministro y ministro de Cooperación para el Desarrollo, Agenda Digital, Telecomunicación y Servicios Postales.

## Foro Económico Mundial
En 2013, De Croo fue nombrado vicepresidente para el Consejo de la Agenda Global sobre Envejecimiento del Foro Económico Mundial. El objetivo del Consejo es asegurar la comprensión y el tratamiento de los retos del envejecimiento global de la población.

## Primer ministro
En febrero de 2022 Alexander de Croo informó del acuerdo para la reforma del mercado laboral por el que se puede concentrar la semana laboral en cuatro días así como potenciar un régimen de horario semanal variable con el objeto de aumentar la tasa de empleo al 80% para 2030, en 2022 la tasa se situaba en el 71%. A cambio, la jornada laboral de los empleados se ampliará a 9,5 horas (correspondientes a una semana de 38 horas). La ley también flexibiliza los horarios de trabajo entre las 20:00 y las 24:00 horas, ya que dejarán de ser considerados como trabajo nocturno y no tendrán derecho a ninguna compensación.